# Антипа Мбуса Ньямвісі
Антипа Мбуса Ньямвісі (руанд. Antipas Mbusa Nyamwisi; нар. 15 листопада 1959, Північне Ківу) — політик і колишній лідер повстанців у Демократичній Республіці Конго. Очолює політичну партію «Сили за Відродження» (фр. Forces du Renouveau). Був міністром децентралізації та міського і регіонального планування до вересня 2011 року, коли пішов у відставку, щоб балотуватися на пост президента країни. Раніше він був міністром закордонних справ з 2007 по 2008 роки.

## Біографія
Народився у селищі Мутангва 15 листопада 1959 року у сім'ї протестантського пастора. Закінчив факультет соціології Університету Кісангані у 1989 році. У Другій конголезькій війні Мбуса воював у лавах Руху за конголезьку демократію (РКД). У 1999 році РКД кілька разів розділився. Мвуса Ньямвісі очолив «Рух за конголезьку демократію-Рух за звільнення» (РКД-РЗ).
Після мирного договору РКД-РЗ отримав 15 місць у Тимчасовій Національній асамблеї, а Мбуса отримав посаду міністра регіонального співробітництва. Брав участь у президентських виборах 2006 року, але зняв кандидатуру на користь Жозефа Кабіли. Його партія, яка перейменована у «Сили за Відродження», отримала 26 місць на виборах до Національної асамблеї, а у 2007 році отримала 7 місць із 107 у Сенаті.
«Сили за Відродження» увійшли в коаліцію уряду Антуана Гізенги, а Мбуса став міністром закордонних справ в лютому 2007 року. В уряді прем'єр-міністра Адольфа Музіто 26 жовтня 2008, Мбуса отримав посаду міністра децентралізації та міського і регіонального планування.
In September 2011 Mbusa quit to run for president. His ministry was dissolved. У вересні 2011 року Мбуса залишив посаду міністра, щоб балатуватися на пост президента країни.
У березні 2023 року Антіпас Мбуса стає державним міністром, відповідальним за регіональну інтеграцію..